# Herdersbrug
De Herdersbrug is een basculebrug over het Boudewijnkanaal in Brugge.
De metalen basculebrug werd gebouwd in 1996, ter vervanging van de draaibrug uit 1906, en bestaat uit drie overspanningen: twee vaste zij-overspanningen en een beweegbare middenoverspanning. De Herdersbrug maakt deel uit van de N348, een belangrijke toegangsweg naar de haven van Brugge-Zeebrugge, voor verkeer komende van de N31 vanuit Brugge en Kortrijk.
De brug wordt ook aangeduid als Dudzelebrug of Dudzeelsebrug. Deze laatste is ook de straatnaam van de N348 over de Herdersbrug.

## Naamgeving
De brug werd genoemd naar de herberg "Den Herder", deze werd voor het eerst vermeld in 1867. In de jaren 1920 was de draaibrug bekend als Vaartbrug of Brug der Zeehaven.
De industriezone westelijk van het kanaal en de jeugdherberg net ten oosten van de brug worden ook "Herdersbrug" genoemd.

## Naamsverwarring
De naam Dudzelebrug wordt ook gebruikt voor de bruggen in de N376 over het Leopoldkanaal en het Schipdonkkanaal, eveneens in Dudzele. Deze bruggen staan ook bekend als Zelzatebrug.
Augustijnenbrug · brug A. J. Witteryckstraat · Bargebrug (IJsputbrug) · Begijnhofbrug (Wijngaardbrug) · Blinde-Ezelbrug · Boeveriepoortbrug · Bonifaciusbrug · Boudewijnbrug · Boudewijnsluisbrug · Buiten-Kruisvestbrug · Canadabrug · Carmersbrug · Colettijnebrug · Conzettbrug · Coupurebrug (Scharebrug) · Dambrug · Dampoortbruggen · brug Dampoortstraat & fietsbrug Dampoortstraat · Dudzelebrug · Dudzele Spoorbrug · Duinenbrug · Ezelbrug · Ezelpoortbrug · Fonteinbrug · Gentpoortbrug · Gouden-Handbrug · Groeningebrug · Gruuthusebrug · Gulden-Vliesbrug · Herdersbrug · Houtkaaibrug · Johannes Nepomucenusbrug · Jonckheerefietsbrug · Kapucijnenbrug · Karel van Manderbrug · Katelijnebrug · Katelijnepoortbrug · Ketsbruggebrug · Kleine Boudewijnbrug · Koningsbrug · Krakelebrug · Kruispoortbruggen · Leeuwbrug · Leonardsstuwbrug · Mariabrug · Meebrug · Minnewaterbrug · Minnewaterparkbrug · Molenbrug · Brug van Mylle · brug Odegemstraat · Oostmeersbrug · brug Oude Kortrijkstraat · Passantenfietsbrug · Peerdenbrug · Pharebrug · Pierre Vandammebrug 1 · Pierre Vandammebrug 2 · Pierre Vandammebrug 3 · Pierre Vandammebrug 4 · Predikherenbrug · Roskambrug · Sashuisbrug · Scheepsdalebrug · Sint-Annabrug · Sleutelbrug · Smedenpoortbrug · Snaggaardbrug · Steenbruggebrug · Straussbrug · Strobrug · Torenbrug · voetgangers- en fietsbrug Vaartdijkstraat-Lappersfortstraat · Van Bellenbrug · Visartbrug · Vlamingbrug · Waggelwaterbrug · Waggelwaterspoorbrug (nieuwe) · Waggelwaterspoorbrug (oude) · Walbrug · Warandebrug · Westmeersbrug · Wijngaardpleinbrug · Wulpenbrug · Zwankendammebrug